# Koreanosaurus
Koreanosaurus is een geslacht van plantenetende ornithischische dinosauriërs, behorend tot de groep van de Euornithopoda, dat tijdens het late Krijt leefde in het gebied van het huidige Zuid-Korea. De typesoort is Koreanosaurus boseongensis.

## Vondst en naamgeving
In Zuid-Korea bevinden zich op de zuidkust, de streek Bibongri in het district Boseong, belangrijke vindplaatsen van fossielen, waaronder dinosauriërnesten en -eieren. In mei 2003 werden in Boseongvindplaats 3 bij het dorp Seonso een skelet gevonden van kleine dinosauriër. Hierna werden in vindplaats 5 nog eens twee gelijkende skeletten ontdekt. In 2008 werden alle beschreven in een proefschrift van Lee Dae-Gil. Lee gaf ze de naam "Koreanosaurus" maar dat bleef een nomen ex dissertatione omdat een proefschrift geen geldige publicatie is volgens de ICZN.
In 2010 werd de soort benoemd door Lee, Huh Min, Kim Jung-Kyun, Lim Jong-Deock en Pascal Godefroit. De geslachtsnaam verwijst naar Korea. De soortaanduiding verwijst naar Boseong.

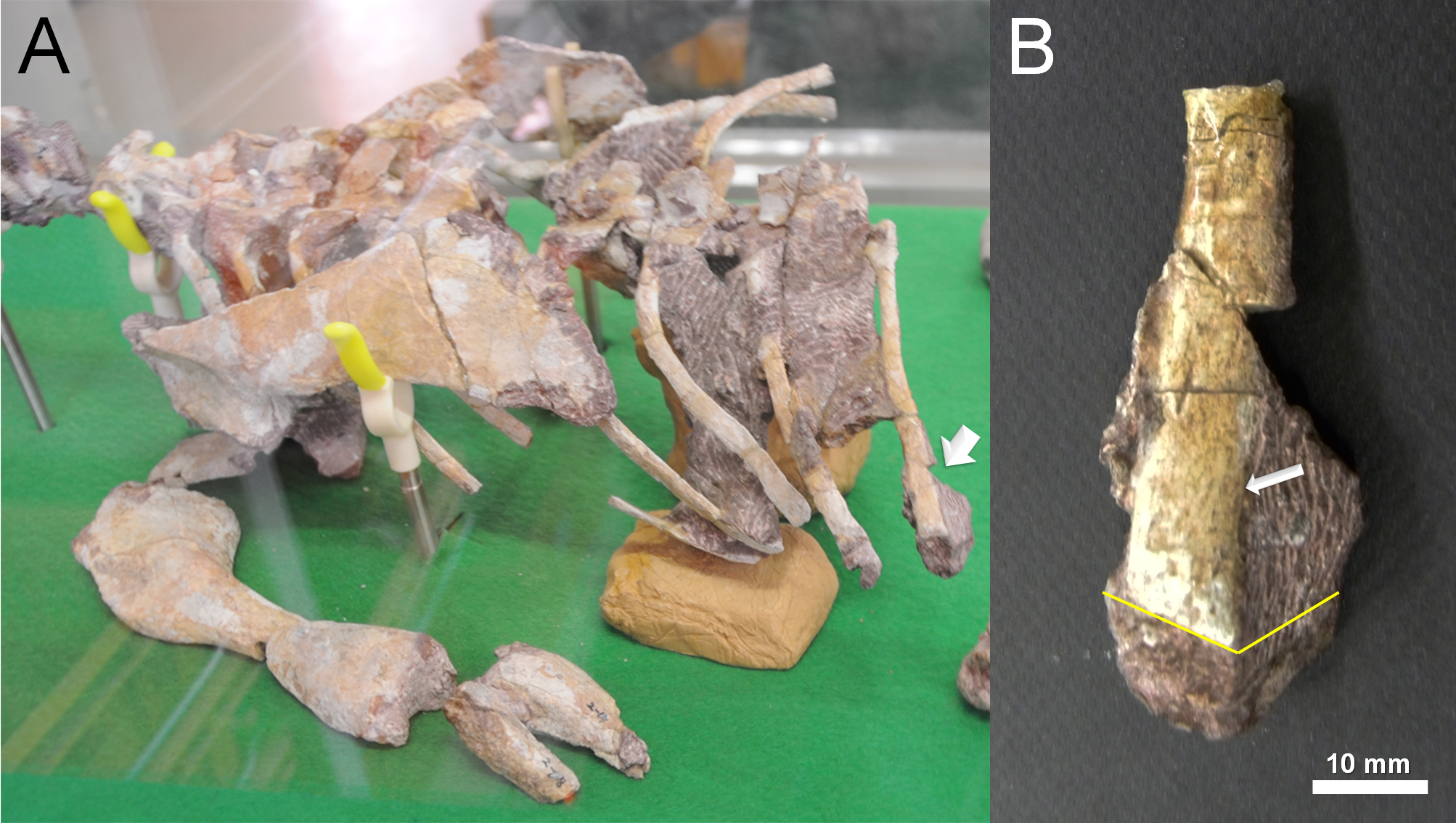
Het holotype met rechts een rib

De skeletten, KDRC-BB1, KDRC-BB2 en KDRC-BB3, zijn gevonden in een laag van het Seonsoconglomeraat die dateert uit het Santonien - Campanien. KDRC-BB1 bestaat uit een staartwervel, een rechterdijbeen en de onderkant van een scheenbeen. Het holotype KDRC-BB2 bestaat uit vier halswervels, negen ruggenwervels, zeventien ribben, beide schouderbladen en ravenbeksbeenderen, een linkeropperarmbeen, een gedeeltelijk rechteropperarmbeen, de bovenkant van een linkerellepijp en een linkerspaakbeen en beide borstbeenderen. KDRC-BB3 bestaat uit een linkerachterpoot met dijbeen, scheenbeen, kuitbeen, sprongbeen, tarsus en het tweede en het derde middenvoetsbeen; sacrale wervels en een stuk van het bekken. KDRC-BB2 en KDRC-BB3 werden twee meter van elkaar gevonden en hebben geen elementen gemeen; de beschrijvers houden het dus voor mogelijk dat ze twee helften van één enkel individu vertegenwoordigen. De preservering van de beenderen is goed. Bij alle specimina gaat het om volwassen of althans bijna-volwassen exemplaren.
Een taxonomische curiositeit is dat er door Kim Haang Mook in 1979 al een dinosauriër als "Koreanosaurus" benoemd was, op basis van DGBU-78, een veertig centimeter lang dijbeen van onzekere oorsprong dat later ook wel aangeduid werd als "Deinonychus koreanensis" en "Koreasaurus". Het is niet duidelijk of het gaat om een theropode of een euornithopode. Al deze namen worden meestal beschouwd als ongeldige, want onbeschreven, nomina nuda.

## Beschrijving
Koreanosaurus is een kleine tweevoetige planteneter met een lengte van rond de twee meter. Het schouderblad is 205 millimeter lang en het opperarmbeen ongeveer 21 centimeter. Vanwege de robuuste voorpoten hebben de beschrijvers gespeculeerd of de soort niet optioneel viervoetig was doordat de onderarm pronatie toestond, dat wil zeggen: zo gedraaid kon worden dat de hand plat naar voren geplaatst kon worden. Omdat de onderarm slechts gedeeltelijk bewaard is gebleven, kan dit mogelijke kenmerk niet direct vastgesteld worden.
Karakteristieke kenmerken zijn: sterk verlengde halswervels met een lengte:breedte-verhouding van 2,7; een kiel op de onderzijde van de halswervels en de ruggenwervels; zeer lange en massieve scapulocoracoïden (vergroeide schouderbladen en ravenbeksbeenderen) en opperarmbeenderen; de scapulocoracoïden zijn ieder vergroeid tot een plaat; een scherpe achterrand van de bovenkant van de ellepijp; relatief korte achterpoten met vooral een kort onderbeen (het scheenbeen heeft slechts 1,07 maal de lengte van het dijbeen); een in de richting van de lichaamsas verbrede dijbeenkop die een hoek van 135° maakte met de dijbeenschacht.
De wervellichamen van de halswervels zijn zo'n vier centimeter lang. Ze hebben vrij lage doornuitsteeksels maar stevige nekribben met dubbele gewrichtskoppen. Ook de ruggenwervels zijn vrij langwerpig met lage doornuitsteeksels en zeer robuuste zijuitsteeksels die alle niet naar achteren gericht zijn. De kiel op de onderzijde is sterker ontwikkeld dan bij enige andere bekende euornithopode; naar achteren wordt hij vlakker. De lange en naar achteren gekromde ribben hebben geen tussenplaten. De sacrale wervels hebben lange, lage en brede doornuitsteeksels; ze dragen korte maar robuuste sacrale wervels.
Het schouderblad is bovenaan verbreed; het is even lang als, of iets korter dan, het opperarmbeen en robuust gebouwd met onderaan een zware aanhechtingrichel voor de musculus triceps scapularis lateralis externus. De mate van vergroeiing met het ravenbeksbeen is sterker dan bij enige andere bekende basale euornithopode. Het ravenbeksbeen heeft weer een uitzonderlijk zwaar verdikt raakvlak met het borstbeen. De borstbeenderen zijn niervormig. Het opperarmbeen is relatief zeer groot met een sterk ontwikkelde deltopectorale kam, een ruw aanhechtingsvlak vormend voor de musculus pectoralis major en de musculus deltoides clavicularis. De bovenste gewrichtskop is echter zwak ontwikkeld.
Het darmbeen heeft een scherpe bovenrand. Het aanhangsel voor het zitbeen is robuust; de inkeping in de bovenste achterrand daarvan is ondiep. Hoewel het dijbeen lang is in vergelijking met het onderbeen, is het vrij kort ten opzichte van het lichaam als geheel — 196,5 millimeter bij KDRC-BB3 — en lichtgebouwd. De dijbeenkop heeft een lange hals en is niet bijna rond in doorsnede, zoals bij verwante soorten, maar ovaal. De vierde trochanter op het dijbeen, het aanhechtingspunt voor de staartspieren, is erg lang en haakvormig met een driehoekige doorsnede, heeft een scherpe rand is en is net boven het midden van de dijbeenschacht geplaatst. Het scheenbeen heeft een lengte van 21 centimeter. Het kuitbeen is relatief robuust.

## Fylogenie
Lee bracht Koreanosaurus onder bij de Hypsilophodontidae. Tegenwoordig wordt dit echter als een onnatuurlijke parafyletische groep beschouwd. Het benoemende artikel plaatste Koreanosaurus, overigens zonder een exacte kladistische analyse uit te voeren, basaal in de Ornithopoda sensu Butler 2008, dus in de zin van de Euornithopoda, in een klade met Zephyrosaurus schaffi, Orodromeus makelai en Oryctodromeus cubicularis. Gezien deze verwantschappen hielden ze een gravende levenswijze voor waarschijnlijk, iets waarop ook de robuuste bouw, de lange nek en de tafonomie zou duiden: de gevonden individuen zouden in hun holen door een plotse overstroming door modder bedekt zijn.